# Motteggiana
Motteggiana é uma comuna italiana da região da Lombardia, província de Mântua, com cerca de 1.959 habitantes. Estende-se por uma área de 24 km², tendo uma densidade populacional de 82 hab/km². Faz fronteira com Borgoforte, Pegognaga, San Benedetto Po, Suzzara, Viadana.

## Demografia
| Variação demográfica do município entre 1861 e 2011                               |
|                                                                                   |
| Fonte: Istituto Nazionale di Statistica (ISTAT) - Elaboração gráfica da Wikipedia |